# Мойнак (Талдикорганська міська адміністрація)
Мойна́к (каз. Мойнақ) — село у складі Талдикорганської міської адміністрації Жетисуської області Казахстану. Входить до складу Отенайського сільського округу.
До 2006 року село називалося Зарічний.
Населення — 1048 осіб (2021; 1157 у 2009, 899 у 1999, 878 у 1989).